# Fede Galizia
Fede Galizia, bolj znana kot Galizia, italijanska renesančna slikarka tihožitij, portretov in verskih slik, * 1578, Milano, † 1630, Milano
Še posebej je znana kot slikarka tihožitja sadja, žanra, ki se je v tem času šele začel pojavljati - ona je bila ena prvih, ki ga slika. Morda ni tako znana kot druge (kasnejše) umetnice, kot sta Angelica Kauffman in Elizabeth Vigée-Lebrun, ker ni imela dostopa do dvorno usmerjenih ali plemiških družbenih krogov, niti ni iskala posebnega pokroviteljstva političnih vladarjev in plemičev.

## Življenje
Fede Galizia se je rodila v Milanu najverjetneje pred letom 1578. Njen oče Nunzio Galizia je bil slikar miniatur, ki se je v Milano preselil iz Trenta. Fede (njeno ime pomeni 'vera') se je pri njem naučila slikati in pri dvanajstih letih je bila že dovolj spretna, dovolj sposobna, da jo omenja in pohvali Gian Paolo Lomazzo, slikar in teoretik ter prijatelj njenega očeta, ki je zapisal:»[To] njegovo dekle se posveča posnemanju najbolj nenavadne naše umetnosti«. Že v poznih najstniških letih je postala znana tudi zunaj Milana in Italije.
V mladih letih je bila Galizia že uveljavljena portretistka s številnimi naročili. Njenega očeta je za šolanje hčerke morda navdihnil slaven primer slikarke Sofonisbe Anguissole, ki je bila doma iz Cremone, mesta le približno 80 km od Milana. Morda je vpliv njenega očeta kot miniaturista Galizio pripeljal do pozornosti do nadrobnosti na njenih portretih. Zaradi njene natančne obdelave draguljev in oblačil je postala zelo zaželena portretistka. Naročila pa je dobivala tudi za verske in posvetne teme. V zasebnih zbirkah je ohranjenih več njenih slik z Judito in Holofernom, priljubljenim motivom v umetnosti tega obdobja. Njena nemara najzgodnejša varianta tega motiva je Judita z Holofernovo glavo, naslikana leta 1596, ki jo zdaj hranijo v Sarasoti na Floridi v Ringling muzeju umetnosti. Slikala je tudi miniature in oltarne slike. Galizia se ni nikoli poročila ali imela otrok - svojo zapuščinoje prepustila sestrični Ani Galizia in nečaku Carlu Henricu. 21. junija 1630 je naredila svojo oporoko in kmalu zatem naj bi umrla  v Milanu zaradi kuge.

## Slog
Slog njenega slikanja izhaja iz naturalističnih tradicij renesanse v Italiji z ostro realističnim pristopom. Umetniške sposobnosti Galizie so razvidne iz njenega portreta Paola Morigie, generala Jezuatov, učenjaka, pisatelja in zgodovinarja ter enega njenih prvih pokroviteljev in zagovornikov. Njen Portret Paola Morigie iz leta 1596 prikazuje subjekta, ki piše pesem o sliki, ki jo je slikala Galizia. Prejela je več javnih naročil za oltarne slike v milanskih cerkvah, vključno z Noli me tangere (1616; Milano, S Stefano), narejenim za oltar cerkve Santa Maria Maddalena.
Ko ni slikala portretov, jo je zanimalo predvsem slikanje tihožitij, žanra, v katerem je bila pionirka in po katerem je najbolj prepoznana. Čeprav zelo malo sodobnih virov omenja Galiziine slike tihožitij, so to večina njenih ohranjenih del. Od 63 slik, ki jo si danes pripisane, je kar 44 tihožitij. Njeno edino znano tihožitje s podpisom, izdelano leta 1602, je prvo znano tihožitje z datumom italijanskega umetnika. Vendar njene slike niso dobile priznanja, ki so si ga zaslužile, šele v 20. stoletju, ko je bila posebna pozornost namenjena njenemu delu v študijah, opravljenih v letih 1963 in 1989.
Galizijin slog je povezan z lombardskim manierizmom poznega 16. stoletja, s središčem v Mantovi, vendar mednarodno znan, zlasti v Franciji. Galizijina tihožitja so med najzgodnejšimi primeri novega žanra, v katerem so se ženske, deloma tudi zato, ker so bile izključene iz drugih slikarskih žanrov, precej odlikovale. 
Galiziiina tihožitja se od očetovih del razlikujejo po večjih podrobnostih in živahnejših barvah. V večini teh del so bili osrednji deli sadja v preprostih frontalnih aranžmajih. Pogosto so bili sestavljeni iz košare ali sklede, napolnjene z eno samo vrsto sadja, kot so breskve ali hruške, z nekaj sadja, včasih narezanega, raztresenega na dnu sklede. 
Številna njena tihožitja so imela na pultu postavljene sveže cvetje ali drugo sadje, ki je dalo opazen kontrast in lestvico, kot je razvidno iz njenega dela z naslovom Tihožitje z breskvami in porcelanom in skled. Galizijino delo je pokazalo vpliv takšnih del, kot je Caravaggiova Košara s sadjem. V povezavi z bolj zadržanim slogom obdobja protireformacije ni raziskovala bolj razkošnih kompozicij in oblik, ki so jih prevzeli številni njeni sodobniki, ki delajo v tej zvrsti; namesto tega je raje imela strog kompozicijski slog, kakršnega vidimo na nekoliko poznejših slikah tihožitij Francisca de Zurbarána. 
Galizijine slike so bile spretne v podrobnostih, popolnoma uravnotežene, njena pozornost do sence, svetlobe in teksture pa je bila takrat brez konkurence. Še posebej dobro je ustvarjala vabljiv prostor na svojih slikah. Njene kompozicije niso nagnetene. Videti je, kot da bi se lahko nekdo dotaknil sadja, ga prijel in potegnil s slike, ne da bi motil ostalo delo. Njeni graciozni, tekoči aranžmaji so bili naravni in poetični.
Portret Paola Morigia (1596) je bil naslikan, ko je bila Galizia stara le osemnajst let. Vsaka podrobnost slike je naslikana v analitični natančnosti. Galizia v upodobitvi Moriginovih očal uporablja mimezo (posnemanje resničnosti): odsev leč prikazuje sobo, v kateri Morigia sedi in s tem povečuje iluzijo resničnosti.
Galizia je priznana kot pionirka pri obdelavi tihožitja v evropskem slikarstvu. Trenutno ni znano število izdelanih slik Galizie. Številna dela, ki bi lahko bila njena, so bila pripisana njenemu moškemu kolegu Panfilu Nuvolonu, ki je pomemben navdih črpal od Galizie. Morda je navdihnila Bergamca Francesca Codina in baročno slikarko tihožitij Giovanno Garzoni.

## Galerija
- Češnje v srebrnem kompotu s crabapples na kamniti polici
- Steklena tasa z breskvami, cvetovi jasmina in jabolki, 1607
- Steklena tasa z breskvami, cvetovi jasmina, kutinami in kobilico, ok. 1610
- Pletena košara z breskvami, cvetovi jasmina, vrtnico in nageljnom